# Letícia Silva Amador
Letícia “Lelê” Silva Amador (Soure, 14 de março de 1988) é uma jogadora de futebol brasileira.

## Carreira
Ela tem passagens por Pinheirense, Foz Cataratas, Viana, Picos, Rio Preto, XV de Novembro, Maccabi Holon (Israel), Changchun Dazhong Zhuoyue (China), Avaí Kindermann, Internacional, Ferroviária, entre outros clubes.
Lelê foi campeã brasileira em 2015, campeã paulista em 2016 e 2017. Foi eleita a melhor atacante do Paulistão 2018 e melhor atacante do Brasileirão 2020.